# واریاش‌باش
واریاش‌باش (انگلیسی: Varyashbash) یک شهرک در شهرستان یانائولسکی استان باشقیرستان کشور روسیه است.